# Old Bridge of Brewlands
Die Old Bridge of Brewlands ist eine Straßenbrücke in der schottischen Ortschaft Brewlands Bridge in der Council Area Angus. 1971 wurde das Bauwerk in die schottischen Denkmallisten in der Kategorie B aufgenommen.

## Geschichte

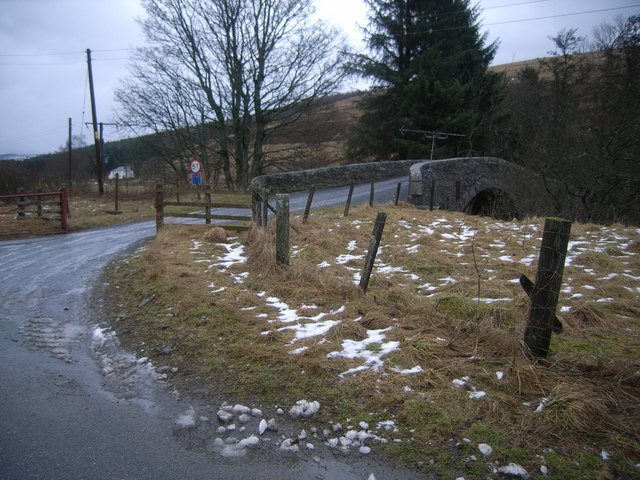
Westliche Auffahrt zur Old Bridge of Brewlands

Die heute als Old Bridge of Brewlands bezeichnete Brücke wurde im frühen 19. Jahrhundert errichtet. Mit dem späteren Brückenneubau etwas mehr als 100 Meter nördlich, wurde die Old Bridge of Brewlands redundant und später durch Eric Feany restauriert. Die nach Kirriemuir führende B951 nutzt die neue Brücke, während der Old Bridge of Brewlands keine signifikante infrastrukturelle Bedeutung mehr zukommt.

## Beschreibung
Der Mauerwerksviadukt überspannt den Oberlauf des Isla in dem Weiler Brewlands Bridge mit einem ausgemauerten Segmentbogen. Das Brückendeck folgt diesem und beschreibt ebenfalls eine Bogenform. Ihr Mauerwerk besteht aus grob zu Quadern behauenem Bruchstein. Ihre flachen Brüstungen fächern zu beiden Seiten leicht auf.